# Pagurapseudopsis ceylonica
Pagurapseudopsis ceylonica is een naaldkreeftjessoort uit de familie van de Pagurapseudopsididae. De wetenschappelijke naam van de soort is voor het eerst geldig gepubliceerd in 1981 door Bacescu.